# Duché de Krnov
1377–1849
Entités précédentes :
- Duché d'Opava
- Duché de Troppau

Entités suivantes :
- Silésie autrichienne

Le duché de Krnov (en tchèque : Krnovské knížectví ; en polonais : Księstwo Karniowskie) ou duché de Jägerndorf (en allemand : Herzogtum Jägerndorf) est un ancien duché vassal silésien dont la capitale était Krnov, ville de Haute-Silésie, de nos jours dans la Silésie tchèque. Créé en 1377 lors de la séparation du duché d'Opava, fief de la couronne de Bohême, il appartenait temporairement aux possessions de la maison de Hohenzollern et des princes de Liechtenstein. À la suite de la première guerre de Silésie en 1742, le territoire a été incorporé dans la Silésie autrichienne.

## Historique
Le duché est fondé en Haute-Silésie en 1377 par la partition du duché d'Opava (Troppau) qui à l'origine faisait partie du margraviat de Moravie et à partir de 1269 était gouverné par Nicolas Ier, fils naturel du roi Ottokar II de Bohême. C'est-à-dire, le territoire d'Opava ne faisait pas partie à l'origine du duché de Silésie créé en 1138 et il est d'abord gouverné par une lignée illégitime de la dynastie bohémienne des Přemyslides, rois de Bohême jusqu'en 1306, à la différence des autres duchés silésiens sur lesquels règnent des princes issus de la dynastie polonaise des Piast, qui néanmoins deviennent pour une large part des vassaux du royaume de Bohême jusqu'en 1327. Peu tard, par le traité de Trenčín conclu en 1335, le roi Casimir III de Pologne renonçait explicitement à la Silésie.

### Přemyslides

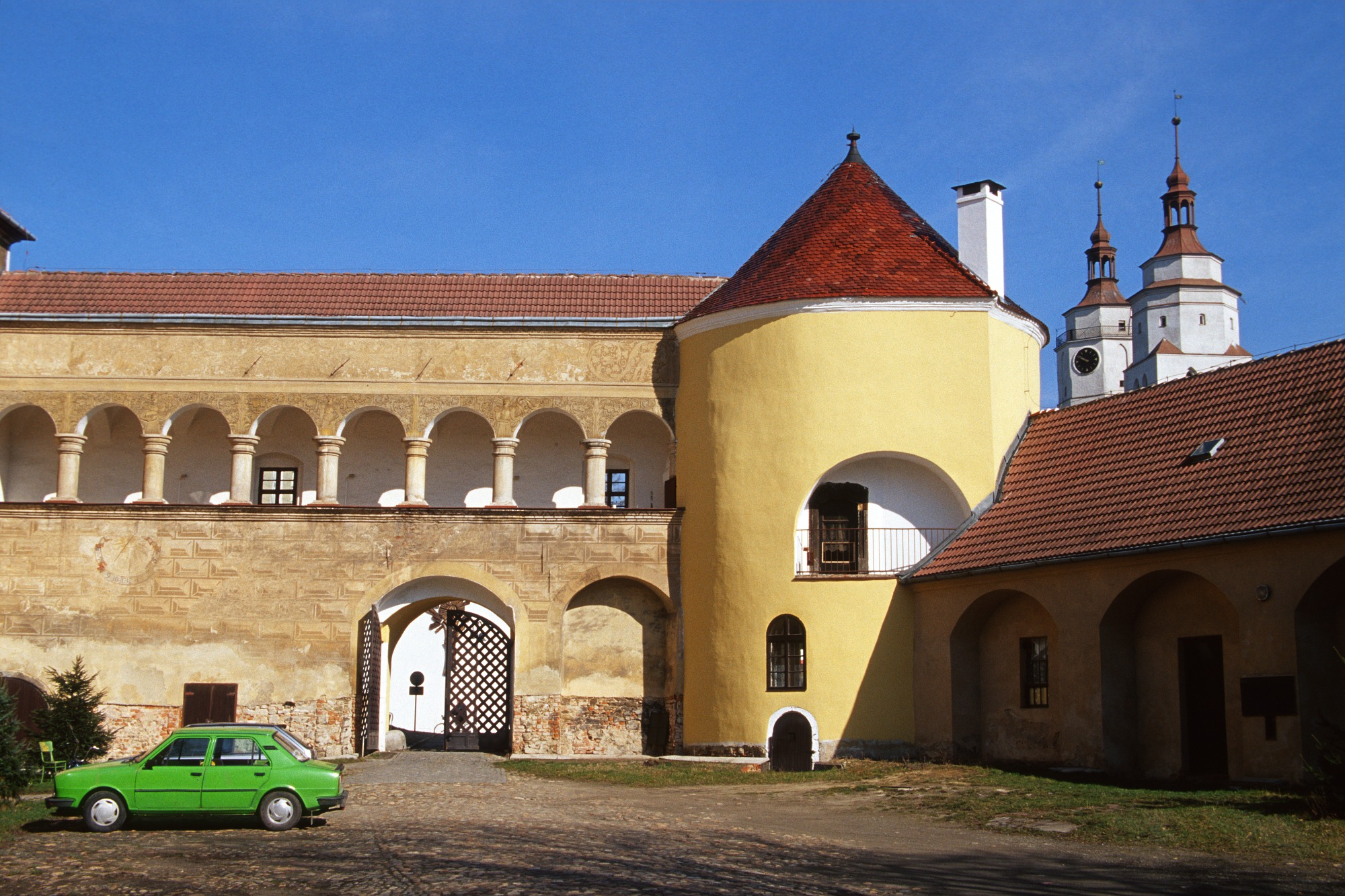
Le château de Krnov.

En 1318, le prince Nicolas II Přemysl (en tchèque : Mikulas II ), fils de Nicolas Ier, avait été inféodé avec le duché d'Opava par le roi Jean de Bohême, en récompense de son appui, et il hérite également du duché voisin de Ratibor (Ratibor) en 1337 formant ainsi un duché uni. Lorsqu'il meurt en 1365, ses fils se sont partagé l'héritage et l'ainé, Jean Ier, devient duc de Ratibor. En 1377, il reçut également les domaines de Krnov dans le duché d'Opava, à partir lesquels le nouveau duché de Krnov a été formé, et la seigneurie de Bruntál (Freudenthal).
Après la mort de Jean Ier, son fils et successeur Jean II dit le Ferré vend Krnov rn 1384 au duc Piast Ladislas II d'Opole, qui le cède au margrave Jobst de Moravie, cousin du roi Venceslas, en 1390. Néanmoins, Jean II récupère Krnov en 1422 des mains de l'empereur Sigismond de Luxembourg. Il meurt en 1424 et après une nouvelle partition en 1437, son fils Venceslas II devient duc de Ratibor, lorsque son frère Nicolas V reçoit Krnov avec les domaines de Bruntál, Pszczyna (Pless), Rybnik, Vladislav (Loslau) et Žárov (Sohrau). Après la mort de Nicolas V en 1452, son fils Jean IV hérita de Krnov et Vladislav, ainsi que la propriété de Rybnik avec Žárov et Pszczyna entra en possession de son frère Venceslas.
La lignée des Přemyslides perd finalement Krnov en 1474 lors de sa conquête par Matthias Corvin, alors antiroi de Bohême. La sœur de Jean IV, Barbara, l'épouse du duc Jean IV d'Auschwitz, avait reçu l'assurance que Krnov devrait être retourné ; néanmoins, le roi Vladislas IV de Bohême ne restitue pas le duché mais l'inféode à son chancelier Johann von Schellenberg (1496-1506) auquel succède son fils Georges (1506-1523) qui avait épousé la fille de Barbara, Hélène d'Auschwitz, en 1492.

### Hohenzollern
La dynastie des Hohenzollern en essor a eu l'occasion de d'étendre son influence sur la Silésie par la conclusion d'un pacte successoral entre le margrave Georges de Brandebourg-Ansbach et Jean II le Bon, duc d'Opole et de Ratibor. En 1523 déjà, Georges acquiert Krnov où il fit reconstruire le château, et en 1532, il prendra la succession dans le duché d'Opole-Ratibor. Le margrave est un promoteur actif de Martin Luther et de la Réforme protestante ; à Krnov, il n'hésite pas à chasser l'ordre Teutonique, l'ordre des Frères mineurs et les frères mineurs conventuels de ses terres.
Georges a comme successeur son fils Georges-Frédéric Ier de 1548 à 1603 puis l’électeur Joachim III Frédéric de Brandebourg de 1603 à 1606 et enfin Jean-Georges de Jägerndorf de 1606 à 1622.
La montée en puissance de la dynastie luthérienne des Hohenzollern en Silésie éveille la méfiance du Habsbourg Ferdinand Ier, qui était devenu roi de Bohême en 1526. Toutefois les  Hohenzollern réussissent à conserver le duché après la Bataille de la Montagne Blanche en 1620 lorsque l'empereur  Ferdinand II du Saint-Empire confisque leurs possessions Bohémiennes. Un partisan de Ferdinand  Charles Ier de Liechtenstein, duc d'Opava depuis 1613, reçoit Krnov et les deux duchés sont fusionnés en 1623.
Une centaine d'années plus tard le contrôle des duchés de Krnov et de Racibórz sert de  prétexte au roi  Frédéric II de Prusse pour engager la première guerre de Silésie, qui se termine par l'annexion  de la plus grande partie de la Silésie lors du traité de Breslau en 1742. Cependant  la majeure partie du duché de Krnov demeure inclus dans le domaine de la Couronne de Bohême dans la Silésie autrichienne.

## Articles liés
- Přemyslides
- Liste des ducs de Silésie

## Source
- (en) Cet article est partiellement ou en totalité issu de l’article de Wikipédia en anglais intitulé « Duchy of Krnov » (voir la liste des auteurs), édition du 22 juin 2014.